# Helius pluto
Helius pluto är en tvåvingeart som beskrevs av Alexander 1932. Helius pluto ingår i släktet Helius och familjen småharkrankar. Inga underarter finns listade i Catalogue of Life.